# پرونپی، کمون دانمارک
پرونپی (دانمارکی: Brøndby Kommune؛ ‏ دانمارکی: [ˈpʁɶnpy kʰoˈmuːnə]) یک ناحیهٔ شهری و شهرداری در دانمارک است که در استان هوودستادن واقع شده‌است. بروندبی ۲۰٫۸۵ کیلومتر مربع مساحت و ۳۵٬۳۲۲ نفر جمعیت دارد.

## خواهرخوانده
شهرهای شتگلیتس-تسهلندورف و بخش بوتچیرکا خواهرخوانده‌های پرونپی هستند.